# Atac a la primera paral·lela
L'Atac a la primera paral·lela es lliurà el 13 de juliol de 1714 i fou un episodi destacable del setge de Barcelona durant la Guerra dels Catalans (1713-1714), la darrera campanya militar de la Guerra de Successió Espanyola a Catalunya.

## Antecedents
El 14 de març de 1713 a Utrecht els plenipotenciaris de Carles d'Àustria firmaren el «Conveni per a l'evacuació de Catalunya». Aquest tractat fou ratificat el 22 de juny de 1713 pels representants de Felip V i Carles d'Àustria en el «Conveni de l'Hospitalet», que establia la fi de la guerra per l'1 de juliol de 1713. Però malgrat el tractat els Tres Comuns de Catalunya —institucions d'autogovern catalanes— convocaren una Junta General de Braços de Catalunya que el 9 de juliol de 1713 proclamà unilateralment que continuaven la guerra contra Felip V i contra França. Evacuades les tropes austriacistes, ocupada quasi tota Catalunya per les tropes borbòniques, i reduïts els resistents a Barcelona, els Tres Comuns alçaren ràpidament l'exèrcit de Catalunya nomenant-ne per general comandant Antonio de Villarroel.
Finalment el 25 de juliol de 1713 les tropes borbòniques al comandament del duc de Pópoli van arribar davant les muralles de Barcelona. Tot seguit Pópoli va sol·licitar l'obediència de la ciutat a Felip V, sol·licitud rebutjada el mateix dia. Davant la impossibilitat de prendre Barcelona a l'assalt per la manca d'artilleria pesant que pogués abatre les muralles i limitat per les carències tècniques i tàctiques de les tropes de Felip V, Popoli va adoptar l'estratègia que des de feia segles s'havia seguit en els setges als quals s'havia sotmès Barcelona. Va bloquejar la ciutat per terra i va centrar el millor de les seves tropes a la conquesta de la fortalesa de Montjuïc des de la qual, una vegada presa, podria obligar a la rendició de la ciutat.
Després d'onze mesos d'infructuós bloqueig, finalment el 6 de juliol de 1714 el duc de Pópoli fou destituït en el general comandament borbònic essent substituït pel mariscal de França duc de Berwick. El mariscal portava 10 batallons de veterans francesos foguejats en les batalles de Ramillies, Malplaquet, i Denain, i que venien a sumar-se als cinc batallons arribats el 26 de juny, i que calia afegit al cos expedicionari francès que sota el comandament del marquès de Guerchy havia contribuït des del juliol del 1713 al bloqueig de la ciutat.
Totalitzaven al camp davant de Barcelona 40 batallons d'infanteria francesa que, sumats a les tropes espanyoles de Felip V, arribaven als 40.000 homes, tants com tots els habitants de la ciutat de Barcelona, i que calia sumar als 30.000 que controlaven la resta del Principat de Catalunya. La plana major que acompanyava el duc la formaven entre d'altres el tinent general Richard de Dillon, el tinent general Philibert le Danois de Joffreville, el tinent general Jacques-Joseph Vipart de Silly, i el tinent general Joseph François de La Croix de Castries, els mariscals de camp Jean-Baptiste Louis Andrault de Maulévrier, François-Marie de Broglie, Charles de Rochechouart, així com els brigadieres Courten, Sauneboeuf, Sanzay, Jousse, Balincourt, Espourch, Rubercy, Nonant, Roussy i Valliere.

## Batalla
Berwick va rebutjar completament l'estratègia que fins llavors havia seguit el Duc de Pópoli respecte a Montjuïc i va centrar la seva atenció a l'altre costat de la ciutat, davant la muralla de Llevant, on el terreny pantanós facilitava l'excavació. Va ordenar obrir la Trinxera d'Atac la nit del 12 al 13 de juliol emprant a centenars de treballadors forçats: era la primera paral·lela; el compte enrere havia començat.
L'endemà el general comandant Antonio de Villarroel va planejar una sortida des de la plaça per atacar i retardar l'avanç borbònic però, cada vegada més convençut que hi havia un espia infiltrat entre els seus oficials, no va informar a ningú de l'operació, ni tampoc a la «Junta Superior Secreta» davant la qual tenia l'obligació d'exposar prèviament totes les seves accions. Tot el contrari, va convocar els seus oficials perquè es reunissin a Montjuïc on els anava a oferir un banquet. La informació va arribar al conseller en Cap Rafael Casanova qui, indignat, va exigir explicacions de per què es deixava avançar als borbònics si cap oposició. Villarroel va haver d'exposar el seu pla secret al conseller en Cap qui immediatament li va oferir dos batallons sencers de la Coronela de Barcelona per lluitar en l'atac, però Villarroel els va rebutjar desconfiant de l'efectivitat dels milicians i al·legant que només volia a militars professionals sota les seves ordres.
L'atac a la primera paral·lela es va realitzar al migdia comandat per Josep Anton Martí i, encara que efectiva, va causar grans baixes de les esperades entre les tropes catalanes sense que això retardés l'avanç incessant dels enginyers francesos. Tres dies després obrien la segona trinxera paral·lela. Hi van instal·lar tot el tren d'artilleria que va començar a batre directament contra la muralla de Llevant obrint les primeres bretxes.

## Conseqüències
La consolidació de la paral·lela va permetre a Duc de Berwick acabar el Mètode Vauban per expugnar la ciutat.